# ویک چسنات
ویک چسنات (انگلیسی: Vic Chesnutt; ۱۲ نوامبر ۱۹۶۴ – ۲۵ دسامبر ۲۰۰۹) خواننده و بازیگر اهل ایالات متحده آمریکا بود. وی بین سال‌های ۱۹۸۵ تا ۲۰۰۹ میلادی فعالیت می‌کرد.
از فیلم‌ها یا برنامه‌های تلویزیونی که وی در آن نقش داشته‌است می‌توان به تیغه فلاخن اشاره کرد.